# 닥터 모로의 DNA (1996년 영화)
《닥터 모로의 DNA》(The Island Of Dr. Moreau)는 미국에서 제작된 존 프랑켄하이머 감독의 1996년 공포, 판타지 영화이다. H. G. 웰스의 동명의 소설을 바탕으로 제작되었다. 말론 브란도 등이 주연으로 출연하였고 에드워드 R. 프레스만 등이 제작에 참여하였다.

## 출연

### 주연
- 말론 브란도
- 발 킬머

### 조연
- 데이빗 듈리스
- 페어루자 볼크
- 론 펄먼
- 마르코 호프슈나이더
- 테무에라 모리슨
- 윌리엄 훗킨스

## 기타
- 원작자: 허버트 조지 웰스
- 미술: 그레이엄 그레이스 워커
- 특수효과: 스탠 윈스턴
- 의상: 노마 모리소
- 배역: 발레리 맥카프리